# Huade
Huade (chiń. 化德县; pinyin: Huàdé Xiàn) – powiat w północnych Chinach, w regionie autonomicznym Mongolia Wewnętrzna, w prefekturze miejskiej Ulanqab. W 1999 roku liczył 159 951 mieszkańców.